# Le Barcarès
Le Barcarès (katalanisch el Barcarès) ist eine französische Gemeinde mit 6203 Einwohnern (Stand 1. Januar 2022) im Département Pyrénées-Orientales der Region Okzitanien. Die Gemeinde liegt an der französischen Mittelmeerküste.

## Geographie
Le Barcarès liegt auf einer Landzunge zwischen dem Mittelmeer im Osten und dem Étang de Leucate, 22 Kilometer nordöstlich von Perpignan. Im Norden grenzt Leucate im benachbarten Département Aude an das Gemeindegebiet. Im Westen liegt die Gemeindegrenze zu Saint-Laurent-de-la-Salanque in der Lagune. Am äußersten nordwestlichen Punkt der Gemeinde treffen die vorgenannten Gemeinden sowie Salses-le-Château und Saint-Hippolyte zusammen. Im Süden wird die Gemeinde vom Fluss Agly begrenzt, hier liegt benachbart die Gemeinde Torreilles.
Die Gemarkung der Gemeinde umfasst 1165 Hektar und sie liegt zwischen 0 und 4 Meter über dem Meeresspiegel. Le Barcarès ist in der seismischen Zone 3 eingestuft, was einer gemäßigten seismischen Aktivität entspricht.
Fischerei und Tourismus (Badetourismus an den Stränden des Mittelmeers, Windsurfen und Wasserski auf dem Étang de Leucate) sind die bedeutendsten Einnahmequellen der Gemeinde Le Barcarès.

## Geschichte
- Internierungslager Barcarès

## Tourismus und Brauchtum
Der Tourismus spielt vor allem im Sommer eine große Rolle. Der Ort wächst dann auf etwa 70.000 Einwohner, die sich auf die verschiedenen Ortsteile und die Campingplätze verteilen. Eine Besonderheit ist die polizentristische Ortsstruktur: Anders als in vielen Tourismushochburgen konzentrieren sich die Animationsangebote und Einkaufs-/Flaniergelegenheiten nicht auf ein Zentrum. In vielen Ortsteilen gibt es Nachtmärkte, abendliche Konzerte und die Tanzabende „BarcaDance“. Hauptveranstaltungsort ist die zentrale Place de la République im Ortsteil Village. Hier findet auch der klassische Markt statt.
Einige Kilometer nördlich des historischen Zentrums schließt sich das moderne Viertel La Grande Plage an. Hier befindet sich das Wahrzeichen der Gemeinde, das Schiff „Le Lydia“.

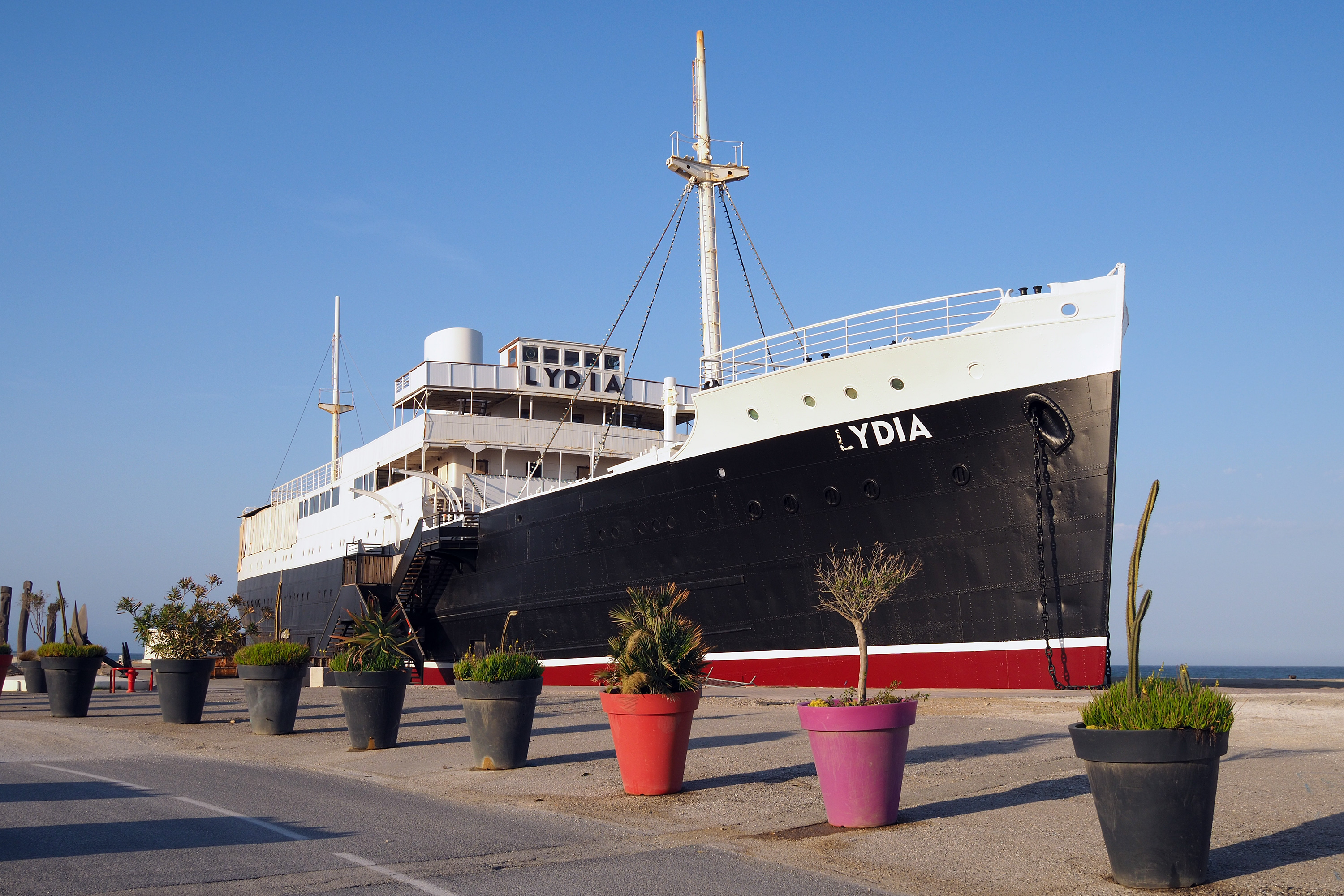
Die Lydia, ein ehemaliges Fracht- und Passagierschiff, das an der Küste auf Sand gesetzt wurde, ist das Symbol von Le Barcarès.

Le Barcarès gehört noch zum Roussillon und ist daher auch katalanisch geprägt, was sich in zahlreichen Festivitäten zeigt. Vor allem zur „Bodega“ Ende August wird der alte Ortskern mit katalanischen Flaggen geschmückt.
Ein Höhepunkt im Veranstaltungskalender ist das Fischerfest „Fête des Pêcheurs“ am 15. August. Tagsüber lockt das Fischerstechen, die sog. „joutes setoises“, die Touristen an den Hafen. Am Abend findet ein großes Feuerwerk statt, das mit Musik untermalt wird und deshalb als „spectacle pyro-musical“ beworben.